# Evropsko združenje za prosto trgovino
Evropsko združenje za prosto trgovino ali s kratico Efta (angleško European Free Trade Association (EFTA), francosko Association européenne de libre-échange (AELE)) je trgovinska zveza, ki je bila ustanovljena 3. maja 1960 kot alternativa takratni Evropski gospodarski skupnosti (EGS) (danes Evropska unija). Ustanovile so jo evropske države, ki se niso mogle ali želele priključiti EGS.
Konvencijo Efte je 4. januarja 1960 v Stockholmu podpisalo 7 držav. Danes so članice le še štiri: Islandija, Lihtenštajn, Norveška in Švica. Konvencijo iz Stockholma je kasneje nadomestila konvencija iz Vaduza.
Konvencija Efte omogoča liberalizacijo trgovine med državami članicami. Tri države članice Efte so leta 1994 s sporazumom o Evropskem gospodarskem prostoru (EGP) postale del notranjega trga Evropske unije; četrta, Švica, se je odločila za sklenitev dvostranskih sporazumov z EU. Poleg tega imajo države članice Efte sklenjene dvostranske sporazume z drugimi državami.

## Zgodovina
Na pobudo Združenega kraljestva in v odziv na ustanovitev EGS je sedem držav 4. januarja 1960 v Stockholmu podpisalo sporazum o evropskem združenju za prosto trgovino. Sporazum je predvideval postopno odpravo carinskih dajatev na industrijske izdelke, vendar ni zadeval kmetijskih proizvodov in pomorske trgovine.
Največja razlika med zgodnjo EGS in Efto je v tem, da Efta ni imela skupnih zunanjih tarif, zaradi česar je lahko vsaka država članica določila svoje carinske dajatve na trgovino z nečlanicami Efte. Pobuda je bila uspešna, saj je trgovinska izmenjava med državami članicami močno porasla, kljub temu pa je Efta bistveno zaostajala za EGS.
Po vstopu Danske in Združenega kraljestva v EGS je Efta začela slabeti. Večina držav je med pripravami na vstop v EGS znižalo ali odpravilo trgovinske tarife, zaradi česar so upadli prihodki, Efta pa je izgubila na pomenu.

## Članstvo
Ustanovne članice Efte so Avstrija, Danska, Norveška, Portugalska, Švedska, Švica in Združeno kraljestvo. Leta 1961 je Finska postala pridružena članica (polnopravna članica 1986), leta 1970 pa Islandija in Irska. Združeno kraljestvo, Danska in Irska so se leta 1972 oz. v začetku leta 1973 priključile EGS, torej so prenehale biti članice EFTE, prav tako Portugalska leta 1986. Leta 1991 se je priključil Lihtenštajn, ki ga je do tedaj v Efti zastopala Švica. Leta 1995 so združenje zapustile še Avstrija, Švedska in Finska z vstopom v Evropsko unijo.
Danes ima Efta samo še štiri članice: Islandija, Lihtenštajn, Norveška in Švica (od teh sta le Norveška in Švica ustanovni članici). Islandija je leta 2009 zaprosila za članstvo v EU, oba referenduma na Norveškem o vstopu v EGS oz. EU pa sta propadla.